# Мария Влайкова
Мария Влайкова е българска учителка, благодетелка и общественичка, основателка на кино „Влайкова“ и третата съпруга на българския поет и писател Тодор Влайков.

## Биография
Родена е в Битоля, тогава в Османската империя през 1871 година. Завършва Старозагорската гимназия и след това е назначена за главна учителка и заминава за Македония. В продължение на 6 години учителства в Охрид, Битоля и в Солунската българска девическа гимназия. Съпруга е на Атанас Бадев. След неговата смърт през 1910 година се омъжва за Тодор Влайков, който я подкрепя в създаването на киното ѝ.
Влайкова има интереси в областта на операта, литературата, театъра и киното, като особено вярва в силата на последното като инструмент за просвета.
Мария Влайкова умира на 31 декември 1926 година, заради сърдечни проблеми, няколко месеца след завършване на строежа на киното.
В завещанието си от февруари 1926 година тя пише:
| „ | Големият успех на кинематографа – разумно уреден и контролиран, който може не само да достави висша естетическа наслада, но може да служи за възпитание на младото поколение и на народа, зароди у мене идеята помощта, която имах желание да окажа на театралното дело у нас, а чрез туй и на народната просвета, да се свърже със създаването на един народновъзпитателен кинематограф. | “ |

## Галерия
- Сградата на кино „Влайкова“ в София
- Паметна плоча на Мария Влайкова